# 天皇の杜古墳
天皇の杜古墳（てんのうのもりこふん、天皇ノ杜古墳）は、京都府京都市西京区御陵塚ノ越町にある古墳。形状は前方後円墳。国の史跡に指定されている（史跡「乙訓古墳群」のうち）。

## 概要
京都盆地西縁、桂川右岸の山裾に築造された古墳である。中世期から文徳天皇（平安時代の第55代天皇）の陵と伝承されており、古墳名の「天皇の杜」や周辺地名の「御陵」はそれに由来するという。現在までに墳丘を良好に遺存し、1988-1989年度（昭和63-平成元年度）には発掘調査が実施されている。
墳形は前方部が広がらない柄鏡式の前方後円形で、前方部を南南東方向に向ける。墳丘は2段築成。墳丘外表では葺石・埴輪列（円筒埴輪・朝顔形埴輪）が検出されている。墳丘周囲に周濠は巡らされていないが、周濠様の兆域区画が認められている。埋葬施設は未調査のため明らかでない。
築造時期は、古墳時代中期初頭の4世紀末頃と推定される。被葬者は明らかでないが、考古学的には桂川右岸を治めた有力者と見られる。桂川流域では、向日丘陵の首長墳が妙見山古墳から伝高畠陵古墳（いずれも向日市）において前方後円墳から円墳に変化する一方、当地域の本古墳は大型前方後円墳として向日丘陵よりも優位性を示しており、一帯の政治情勢を考察するうえで重要視される古墳になる。
古墳域は1922年（大正11年）に国の史跡に指定され、現在は史跡公園として整備・開放されている。

## 遺跡歴
- 1922年（大正11年）3月8日、「天皇の杜古墳」として国の史跡に指定[7]。
- 1981-1982年（昭和56-57年）、墳丘周囲部を公有地化[6][5]。
- 1988-1989年度（昭和63-平成元年度）、発掘調査[6]。
- 1994年（平成6年）4月、史跡公園の開園[6]。
- 2016年（平成28年）3月1日、既指定の国の史跡「天皇の杜古墳」・「恵解山古墳」・「寺戸大塚古墳」の3件を統合し、これに従来未指定であった古墳8基を追加指定して、史跡指定名称を「乙訓古墳群」に変更[8][9]。

## 墳丘
墳丘の規模は次の通り。
- 墳丘長：83.0メートル
- 後円部 - 2段築成[3]。
  - 幅：50.5メートル
  - 高さ：7.2メートル
- 前方部 - 2段築成[3]。
  - 幅：33.5メートル
  - 高さ：4.8メートル

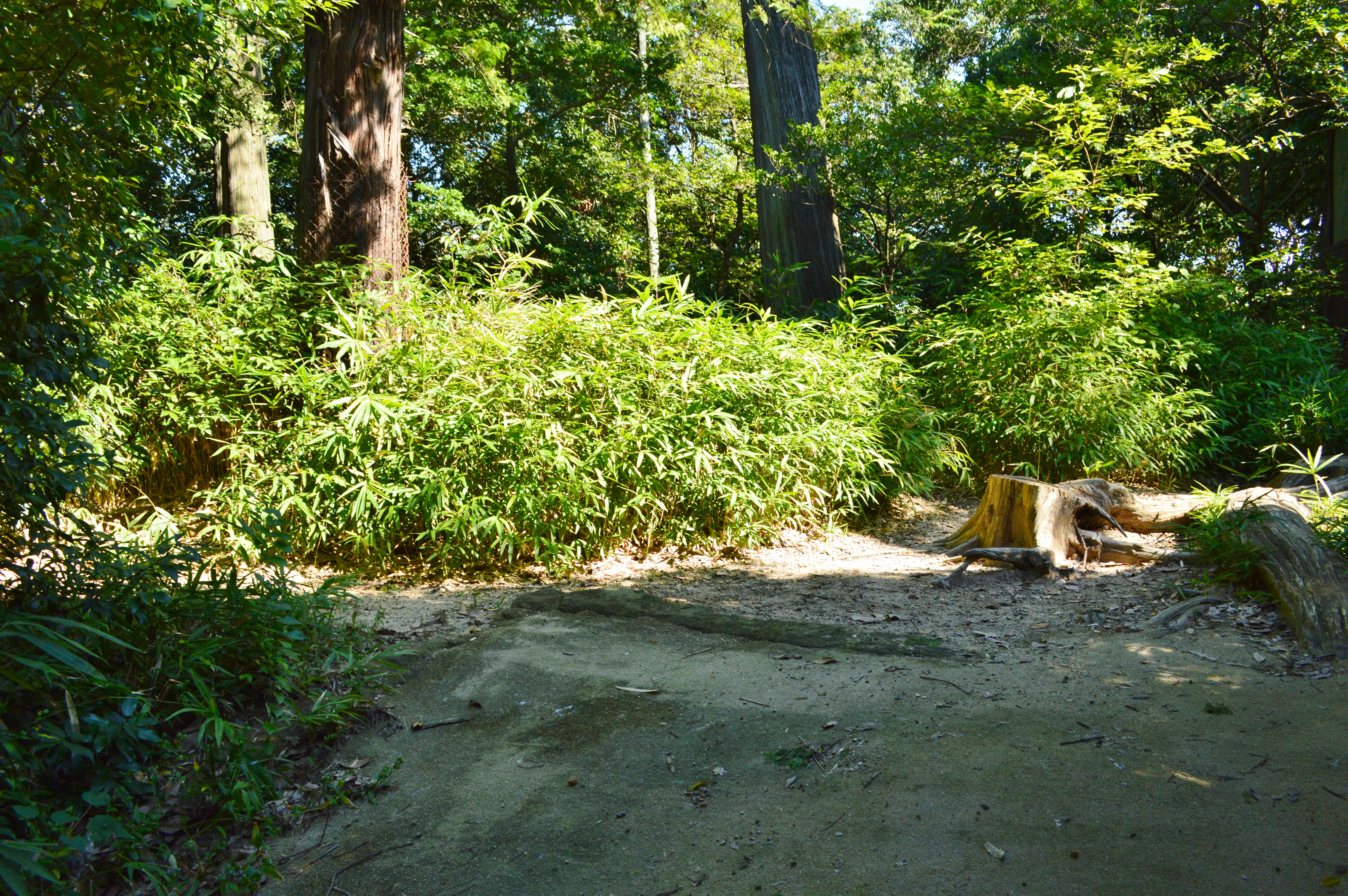
後円部墳頂
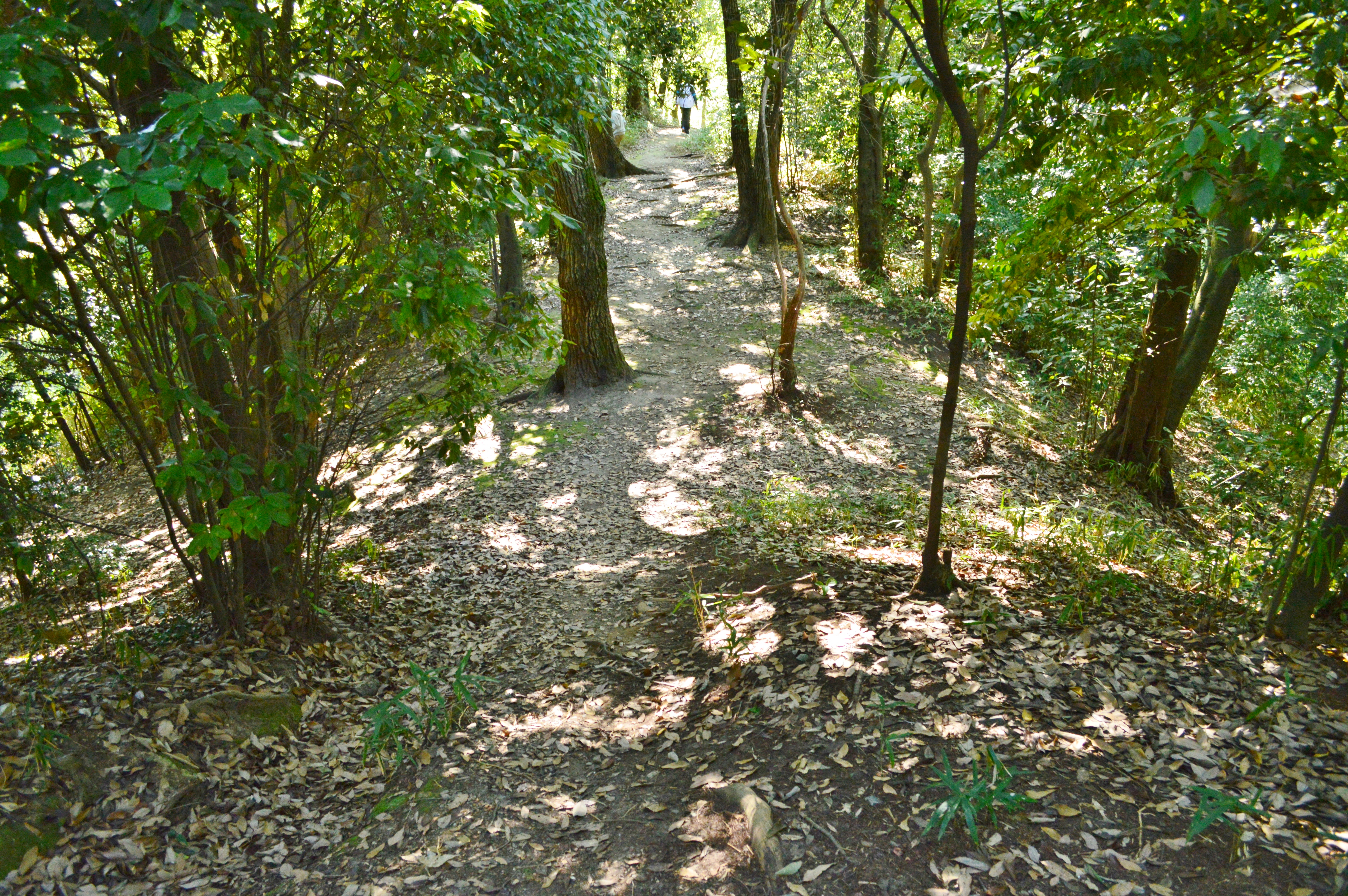
後円部から前方部を望む
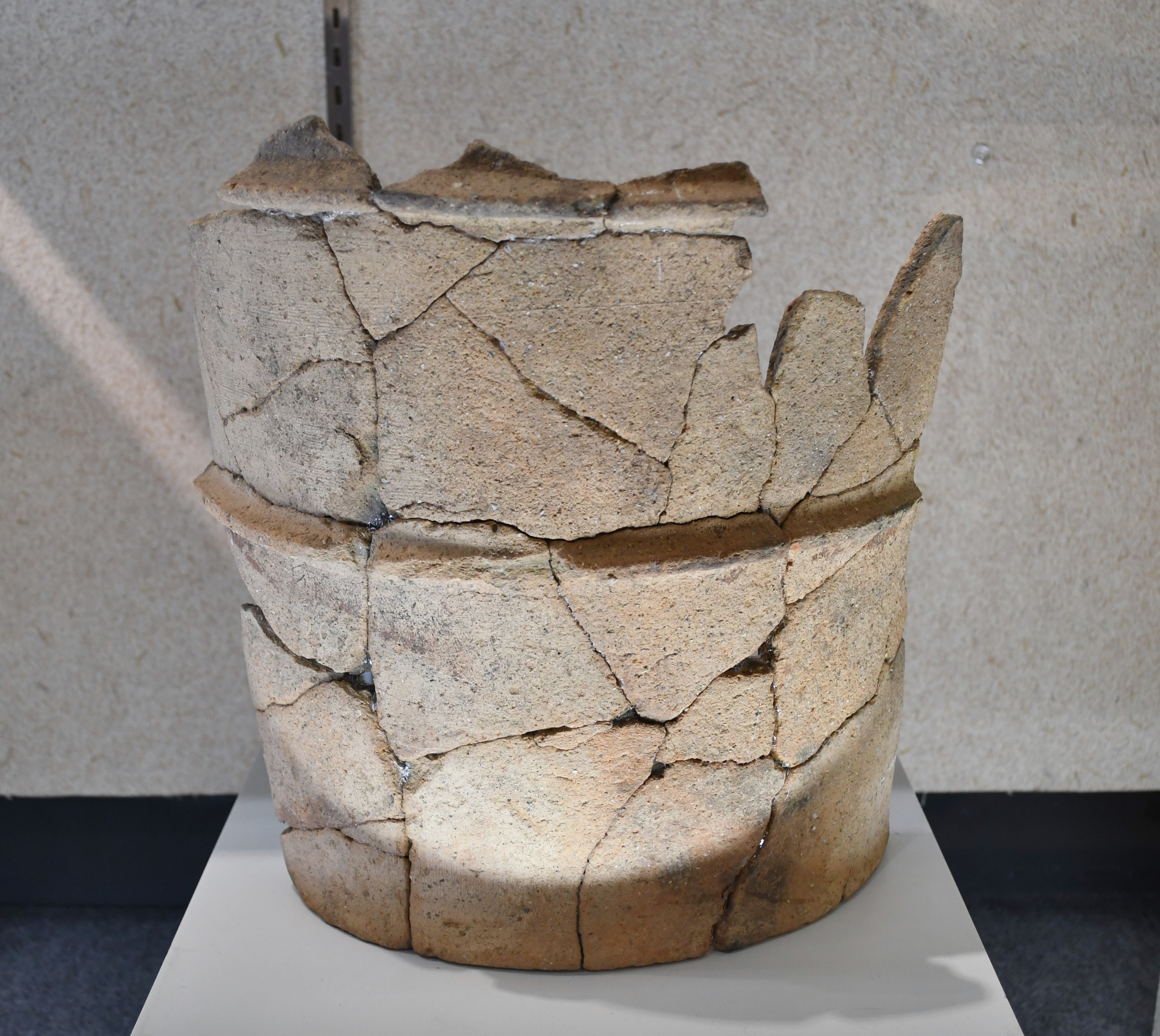
円筒埴輪 京都市考古資料館企画展示時に撮影。

## 文化財

### 国の史跡
- 天皇の杜古墳（史跡「乙訓古墳群」のうち）
1922年（大正11年）3月8日に「天皇の杜古墳」として国の史跡に指定（指定範囲面積は10,234平方メートル）[3][6][5]。
2016年（平成28年）3月1日、既指定の史跡「天皇の杜古墳」・「恵解山古墳」・「寺戸大塚古墳」の3件を統合し、これに五塚原古墳など8基の古墳を追加指定し、指定名称を「乙訓古墳群」に変更[8][9]。